# Catapagurus gracilis
Catapagurus gracilis is een tienpotigensoort uit de familie van de Paguridae. De wetenschappelijke naam van de soort is voor het eerst geldig gepubliceerd in 1881 door Sidney Irving Smith.
Smith deelde de soort aanvankelijk in een nieuw geslacht Hemipagurus in als Hemipagurus gracilis, maar al gauw bleek dat dit een synoniem was van het geslacht Catapagurus dat Alphonse Milne-Edwards in 1880 had beschreven. Daarop beschreef Smith de soort in 1882 als Catapagurus gracilis. De soort komt voor aan de oostkust van de Verenigde Staten, onder meer rond Martha's Vineyard.